# Maren Völz
Maren Völz (Nauen, 20 novembre 1999) è una canottiera tedesca, vincitrice del bronzo olimpico nel 4 di coppia a Parigi 2024 insieme a Tabea Schendekehl, Leonie Menzel e Pia Greiten.
In carriera vanta anche un bronzo europeo.

## Palmarès
- Giochi olimpici

Parigi 2024: bronzo nel 4 di coppia.
- Campionati europei di canottaggio

Seghedino 2023: bronzo nel 4 di coppia.